# حسام العادلي
حسام العادلي (2 أغسطس 1982 - 13 شوال 1402 هـ ) قاضي، وروائي مصري، تخرّج في ليسانس الحقوق في عام 2003 جامعة أسيوط .
صدر له مجموعة قصصية عام 2014 بعنوان لمحات، ورواية «أيام الخريف» في عام 2018 عن الدار المصرية اللبنانية. وعن نفس الدار صدرت أحدث رواياته «نجع بريطانيا العظمى» في عام 2021. يكتب مقالات الرأي في جريدة المصري اليوم، وله عشرات المقالات في جريدة الأخبار، البوابة، ومجلة الهلال والبوابة الإلكترونية لمؤسسة الهلال الصحفية، ومجلة عالم الكتاب.

## رحلته مع الكتابة
بدأ رحلته مع الكتابة في عام 2014 بنشر مجموعته القصصية لمحات، ثم رواية أيام الخريف في عام 2018 , وقد لاقت روايته الأولي استحسان نقدي وجماهيري كبير، إذ تم مناقشتها في العديد من المحافل الأدبية وكتب عنها العديد من النقاد والكتاب في المجلات النقدية والصحف اليومية، جاءت الرواية في سنة صدورها ضمن الروايات الأكثر مبيعًا. يكتب مقالات الرأي الأسبوعية في كبريات الصحف والمجلات، تتنوع المقالات بين الفكر السياسي والعلاقات والاستراتيجيات الدولية . مهتم بالتاريخ والفلسفة والجغرافيا السياسية ويتخذهم محور هام في فكره وآراؤه.

## مسيرته المهنية
حسام همام العادلي؛ ولد عام 1982 لعائلة سياسية وبرلمانية عريقة في مركز المراغة بمحافظة سوهاج، تخرج من جامعة أسيوط عام 2003، التحق بالعمل في النيابة العامة عام 2005. ارتبط اسمه بالعديد من قضايا الرأي العام الجنائية التي قام بتحقيقها رغم حداثة تعيينه : مقتل الشقي خطر نوفل سعد الدين ربيع المعروف خط الصعيد عام 2007، وفي عام 2010 كان ضمن فريق التحقيق في القضية المعروفة إعلاميًا مذبحة نجع حمادي والتي أشرف عليها النائب العام السابق المستشار عبد المجيد محمود بعدما انتقل إلي مسرح الأحداث بنفسه والتي انتهت بإعدام المتهم الرئيسي في القضية حمام الكموني. وفي عام 2013 انتقل للعمل قاضيًا في المحكمة الاقتصادية حتي عام 2020 , انتدبه وزير العدل بالإضافة إلي عمله القضائي في المحكمة الاقتصادية ليكون مستشارًا قانونيًا للجان النوعية بمجلس النواب في الفترة من 2017 حتي 2020 فعمل مستشارًا قانونيًا للجنة التعليم والبحث العلمي واللجنة الاقتصادية بمجلس النواب، ويعمل حاليًا مستشارًا بوزارة العدل في القاهرة.

## وصلات خارجية
- الروائي حسام العادلي لـ«البوابة نيوز»: التاريخ هو الأب الشرعى للمعرفة
- «لمحات» مجموعة قصصية جديدة للروائي حسام العادلي
- المستشار حسام العادلي: العمل القضائي يلهم الأديب ويعمق حساسيته تجاه المجتمع
- أيام الخريف لحسام العادلي من كتبي
- صفحة الكاتب على موقع جود رييدز
- حسام العادلي - Hosam El Adly  على فيسبوك.
- صدى البلد حسام العادلي.. الحراك المجتمعى قبل يناير ساهم في تقديم ورؤية أيام الخريف على يوتيوب